# Albert Lamorisse
Albert Lamorisse (París, 13 de gener de 1922 - Teheran, 2 de juny de 1970) va ser un guionista, productor i director de cinema francès, conegut pels seus premiats curtmetratges que va començar des de 1947. També va ser el creador del joc de guerra Risk, que en la seva primera edició del 1957 es va anomenar La Conquête du monde.

## Biografia
La seva primera pel·lícula, el documental Djerba, li permet realitzar la seva primera obra de ficció, Bim le Petit âne (Bim el petit ruc), un conte oriental, per al que el gran poeta Jacques Prévert va escriure el guió. Aquest film el va portar a un estil mig documentalista mig de ficció poètica que ja no abandonaria. Seguiren Crin-Blanc (Crinera Blanca), Le ballon rouge (El globus roig), Fifi la plume (Fifi la ploma), pel·lícules mal considerades com a cinema infantil, perquè apropiades per a qualsevol edat sempre que es tingui certa sensibilitat poètica. Més endavant va posar a to un sistema de filmació aèria, l'Hélivision, amb el que va realitzar dos documentals amb l'ajut d'André Malraux, Paris jamais vu (París mai vist) i Versailles, i posteriorment dos films de ficció, Le Voyage en Ballon (Viatge en globus) i Le Vent des Amoureux (El vent dels enamorats). Precisament a la fi del rodatge d'aquest film, va morir en estavellar-se l'helicòpter des del que rodava, sobre el llac Karadj, a l'Iran. La seva vídua va acabar la pel·lícula, basant-se en les seves notes de producció, i la pel·lícula es va estrenar vuit anys més tard el 1978. Va ser nominat per a un Oscar pòstum al millor documental.
Molts d'aquests films van ser multipremiats (Prix Jean Vigo i Grand Prix del millor curt-metratge per Crin Blanc, Palme d'or i Oscar per Le Ballon rouge), en canvi, en el seu moment, no van tenir l'èxit comercial que s'hagués pogut esperar.
Gran afeccionat als escacs, va ser el creador del popular joc de societat La conquête du Monde (La conquesta del món), comercialitzat el 1960 com a Risk.
Lamorisse i la seva dona van tenir dos fills, Pascal i Sabine, i ambdós apareixen a Le ballon rouge.

## Filmografia
•	1947: Djerba
•	1950: Bim le petit âne
•	1953: Crin-Blanc
•	1956: Le Ballon rouge
•	1960: Le Voyage en ballon
•	1965: Fifi-la-plume
•	1967: Versailles
•	1968: Paris jamais vu
•	1970: Le Vent des amoureux

## Premis i nominacions
•	1953: Prix Jean-Vigo per Crin-Blanc.
•	1953: Grand Prix del curt-metratge al festival de Cannes.
•	1956: Prix Louis-Delluc per Le Ballon rouge.
•	1956: Palma d'Or al millor curtmetratge per Le Ballon rouge.
•	1956: Oscar al millor guió original per Le Ballon rouge.
•	1957: Premis BAFTA: Premi especial, França.
•	1957: National Board of Review: Millor film estranger.

## Ludografia
•	1957: “La Conquête du monde” redefinit com a “Risk” (Miro)